# The Lone Star (periódico)
The Lone Star fue un periódico quincenal publicado en El Paso, Texas, de 1881 a 1886. Fue fundado y editado por Simeon Newman, un nativo de Kentucky nacido en 1846. Conocido por su postura combativa y reformista, The Lone Star era un periódico significativo en el desarrollo temprano de El Paso.

## Historia temprana y raíces en Nuevo México
Antes de su establecimiento en El Paso, Texas, el periódico que se convertiría en The Lone Star operó bajo diferentes nombres y en varias ubicaciones dentro de Nuevo México.
En 1871, Simeon H. Newman comenzó su carrera como aprendiz de periodista para Ashton Upson en el Weekly Mail en Las Vegas, Nuevo México. Después de solo seis semanas, Upson vendió el periódico a Newman. Como editor y jefe de 25 años, Newman adquirió experiencia en el oficio periodístico a través de la autoenseñanza.
En 1878, Newman trasladó el periódico a Mesilla, Nuevo México, donde se publicó como El Demócrata, un periódico de campaña política en español. Posteriormente, Newman reubicó la publicación en Las Cruces, Nuevo México, y estableció Thirty-Four, un periódico en inglés. Continuó publicando Thirty-Four hasta el traslado del periódico a El Paso, momento en el cual fue rebautizado como The Lone Star.

## Establecimiento
En 1881, Newman trasladó su operación periodística existente de Nuevo México a El Paso, rebautizando su periódico como The Lone Star. El Paso ya tenía dos periódicos establecidos: The El Paso Times y el El Paso Herald. The Lone Star se publicó por primera vez en un edificio en 10 W. Overland Street en El Paso.

## Legado e impacto
The Lone Star se convirtió en una fuerza significativa en El Paso, demostrando su influencia a través de un apoyo constante al Partido Demócrata, destacando el respaldo a la exitosa campaña de Joseph Magoffin para la alcaldía en 1883. El periódico también fue fundamental en eventos que alteraron la historia, como el traslado de la sede del condado de Ysleta a El Paso, la conexión de la ciudad con los ferrocarriles y el establecimiento del primer edificio escolar permanente en El Paso. Más allá de la política, The Lone Star ganó notoriedad como autoridad moral, haciendo campaña contra el vicio, incluida la prostitución, la embriaguez pública y la violencia. The Lone Star también abogó por la seguridad pública en la ciudad criticando el uso prevalente de armas de fuego y los efectos del alcohol. 

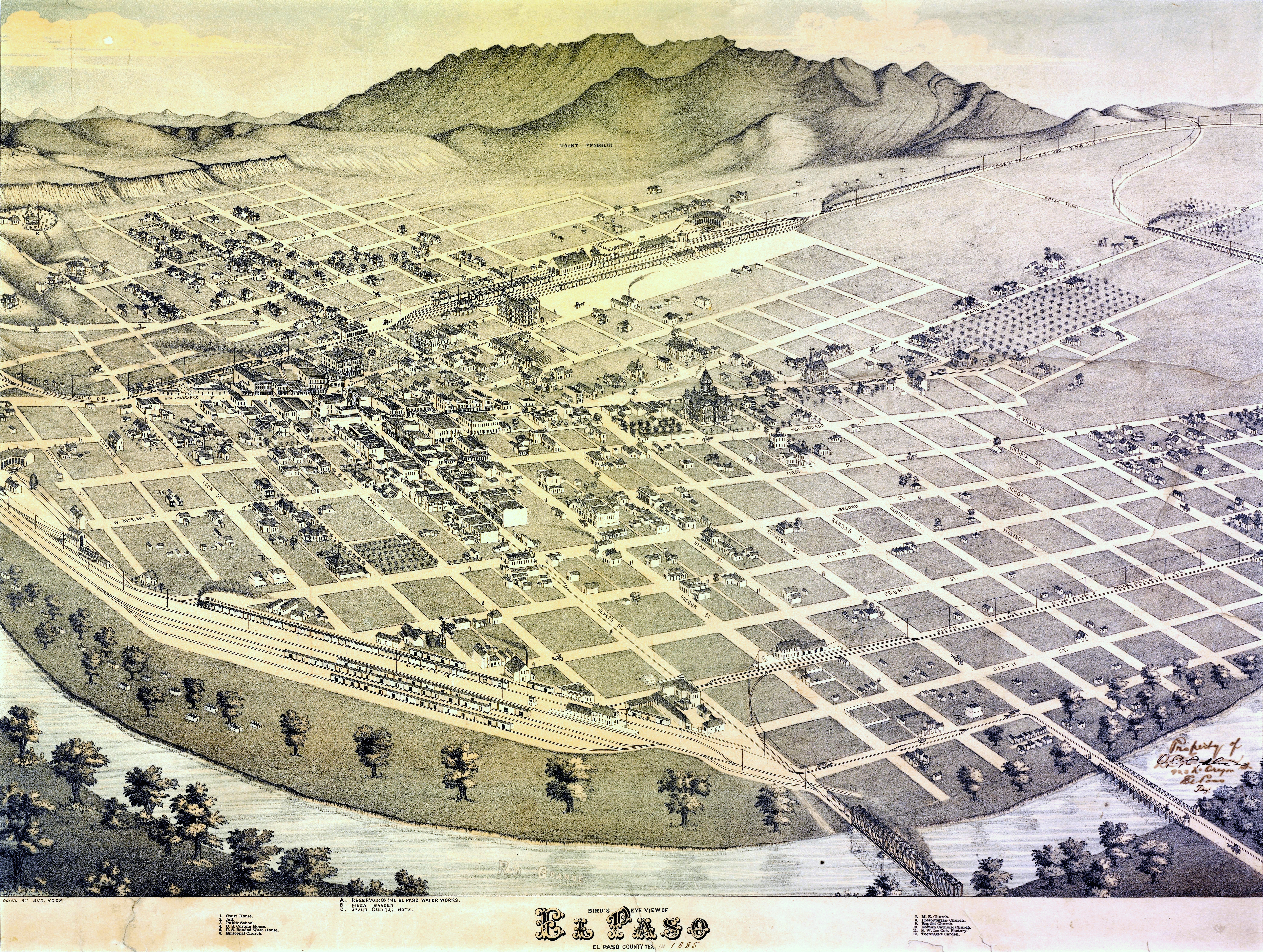
Mapa de El Paso en 1886

## Fin de publicación
The Lone Star dejó de publicarse el 6 de enero de 1886.